# Jorgos Sigalas
Jorgos Sigalas (gr. Γιώργος Σιγάλας; ur. 31 lipca 1971 w Peristeri) – grecki koszykarz występujący na pozycjach rzucającego obrońcy, niskiego oraz silnego skrzydłowego, po zakończeniu kariery sportowej trener koszykarski, obecnie trener greckiej drużyny Egaleo.

## Osiągnięcia
Stan na 18 maja 2016, na podstawie, o ile nie zaznaczono inaczej.

### Zawodnicze

#### Drużynowe
- Mistrz:
  - Euroligi (1997)
  - Grecji (1993–1997)
  - II ligi greckiej (1990)
  - Pucharu Grecji (1994, 1997)
- Wicemistrz:
  - Euroligi (1994, 1995)
  - Eurocup (2006)
  - Grecji (1992)
  - Pucharu Saporty (1998)
- Brązowy medalista mistrzostw Grecji (2001)
- 4. miejsce w Pucharze Saporty (1999)

#### Indywidualne
- MVP:
  - ligi greckiej (1996)
  - finałów ligi greckiej (1993–1997)
- Uczestnik:
  - FIBA All-Star Game (1995)
  - greckiego meczu gwiazd (1994, 1996, 1997, 1998, 1999, 2001, 2002)
- Powołany do udziału w FIBA EuroStars (1996 – nie wystąpił)

#### Reprezentacja
Seniorów
- Uczestnik:
  - mistrzostw Europy (1993 – 4. miejsce, 1995 – 4. miejsce, 1997 – 4. miejsce, 1999 – 16. miejsce, 2001 – 9. miejsce, 2003 – 5. miejsce)
  - mistrzostw świata (1994 – 4. miejsce, 1998 – 4. miejsce)
  - igrzysk olimpijskich (1996 – 5. miejsce)
- MVP turnieju Akropolu (1999)
- Lider Eurobasketu w skuteczności rzutów:
  - z gry (2001 – 65,6%)[4]
  - za 3 punkty (2001 – 66,7%, 2003 – 53,3%)[5][6]

Młodzieżowe
- Wicemistrz Europy U–22 (1992)
- Uczestnik mistrzostw Europy U–18 (1990 – 8. miejsce)

### Trenerskie
- Uczestnik mistrzostw Grecji U–20 (2008 – 13. miejsce)